# Mattia Compagnon
Mattia Compagnon (Remanzacco, 6 novembre 2001) è un calciatore italiano, attaccante del Venezia in prestito dalla Juventus.

## Carriera
Cresciuto nei settori giovanili di Aurora Buonacquisto, Moimacco ed Udinese, nel luglio del 2020 ha ricevuto le prime convocazioni in prima squadra con il club bianconero, per poi passare in prestito al Potenza (club militante in Serie C) l'11 settembre seguente Ha debuttato a livello professionistico dodici giorni dopo nella partita di Coppa Italia persa 2-0 contro la Triestina ed ha segnato il suo primo gol in competizioni professionistiche il 23 dicembre decidendo la trasferta contro il Monopoli.
Il 2 febbraio 2021 è passato in prestito alla Juventus, che lo ha assegnato alla Juventus Next Gen, formazione riserve dei bianconeri, militante in Serie C. Riscattato a fine stagione, è rimasto con le riserve dei bianconeri per altre due stagioni ricevendo anche alcune convocazioni in prima squadra durante la stagione 2022-2023.
Il 15 luglio 2023 è stato ceduto in prestito alla Feralpisalò, club neopromosso in Serie B per la prima volta nella sua storia, dove ha trascorso una stagione segnando 3 reti in 28 partite di campionato giocate. Il 25 luglio 2024 è passato in prestito con obbligo di riscatto al Catanzaro, sempre in Serie B, con cui colleziona 22 presenze e 2 reti, prima di tornare al club bianconero.
Il 12 luglio 2025 viene ceduto in prestito con obbligo di riscatto al Venezia, appena retrocesso in Serie B.

## Statistiche

### Presenze e reti nei club
Statistiche aggiornate al 25 maggio 2025.
| Stagione                 | Squadra                  | Campionato               | Campionato | Campionato | Coppe nazionali | Coppe nazionali | Coppe nazionali | Coppe continentali | Coppe continentali | Coppe continentali | Altre coppe | Altre coppe | Altre coppe | Totale | Totale | Totale |
| Stagione                 | Squadra                  | Comp                     | Pres       | Reti       | Comp            | Pres            | Reti            | Comp               | Pres               | Reti               | Comp        | Pres        | Reti        | Pres   | Reti   |        |
| ------------------------ | ------------------------ | ------------------------ | ---------- | ---------- | --------------- | --------------- | --------------- | ------------------ | ------------------ | ------------------ | ----------- | ----------- | ----------- | ------ | ------ | ------ |
| 2020-gen. 2021           | Potenza                  | C                        | 12         | 1          | CI              | 1               | 0               | -                  | -                  | -                  | -           | -           | -           | 13     | 1      |        |
| gen.-giu. 2021           | Juventus Next Gen        | C                        | 12         | 2          | -               | -               | -               | -                  | -                  | -                  | -           | -           | -           | 12     | 2      |        |
| 2021-2022                | Juventus Next Gen        | C                        | 24+5       | 6+2        | CI-C            | 2               | 1               | -                  | -                  | -                  | -           | -           | -           | 31     | 9      |        |
| 2022-2023                | Juventus Next Gen        | C                        | 25         | 5          | CI-C            | 8               | 1               | -                  | -                  | -                  | -           | -           | -           | 33     | 6      |        |
| Totale Juventus Next Gen | Totale Juventus Next Gen | Totale Juventus Next Gen | 61+5       | 13+2       |                 | 10              | 2               |                    | -                  | -                  |             | -           | -           | 76     | 17     |        |
| 2023-2024                | Feralpisalò              | B                        | 29         | 5          | CI              | 2               | 0               | -                  | -                  | -                  | -           | -           | -           | 31     | 5      |        |
| 2024-2025                | Catanzaro                | B                        | 22         | 2          | CI              | 0               | 0               | -                  | -                  | -                  | -           | -           | -           | 22     | 2      |        |
| 2025-2026                | Venezia                  | B                        | -          | -          | CI              | -               | -               | -                  | -                  | -                  | -           | -           | -           | -      | -      |        |
| Totale carriera          | Totale carriera          | Totale carriera          | 124+5      | 21+2       |                 | 13              | 2               |                    | -                  | -                  |             | -           | -           | 142    | 25     |        |